# Georg Benedix

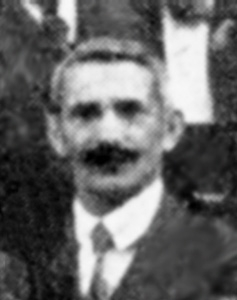
Georg Benedix 1922

Georg Benedix (* 5. August 1876 in Leipzig; † 22. Februar 1970 ebenda) war ein deutscher Sportorganisator und Sportfunktionär. Er war der Leiter der Arbeiter-Turn- und Sportschule in Leipzig.

## Leben
Georg Benedix war der Sohn eines Maurers. Er erlernte den Beruf des Buchbinders, den er bis zu seinem 35. Lebensjahr als Geselle ausübte.
Bereits 1892 trat er der SPD bei und wurde Mitglied der Turnerabteilung des Arbeiterbildungsvereins. 1906 wurde er Vorturner beim Turnverein TV Thonberg. Er engagierte sich auch theoretisch, indem er ab 1900 an der Arbeiter-Turnzeitung, dem Organ des Arbeiter-Turnerbundes (ATB), mitarbeitete. 1905 wurde er technischer Leiter im ATB-Bundesvorstand. Als er 1911 zweiter Bundesturnwart und Bundesturnlehrer wurde, gab er seine Buchbindertätigkeit auf.

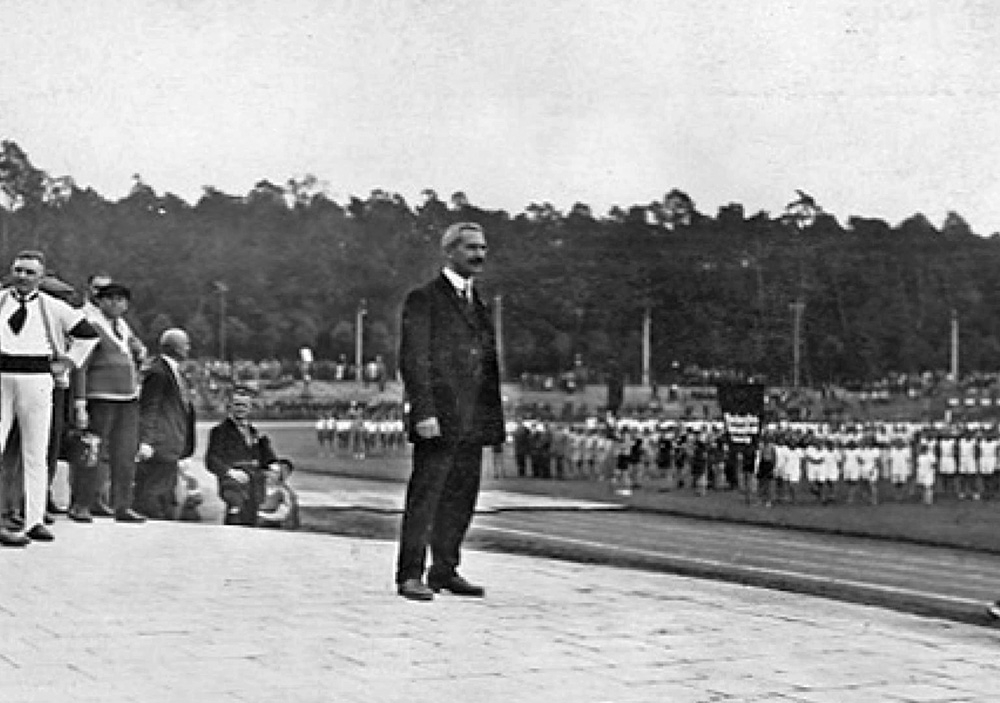
Georg Benedix bei der Eröffnung der I. Internationalen Arbeiterolympiade 1925

Dem bereits 1906 von ihm erschienenen „Ratgeber für angehende Vorturner“ folgten weitere Übungsbücher. In seinen Bundesfunktionen war er maßgeblich an der Organisation der großen Veranstaltungen der Arbeitersportbewegung beteiligt. 1922 fand in Leipzig das I. Deutsche Arbeiter-Turn- und Sportfest des Arbeiter-Turn- und Sportbundes (ATSB) statt, in den sich 1919 der ATB umbenannt hatte. Hier leitete er die Freiübungen der 16.000 Turner. Auch bei der Organisation der 1. Arbeiter-Olympiade 1925 in Frankfurt am Main wirkte er mit.
Benedix war maßgeblich am Aufbau der 1926 in Leipzig eröffneten Arbeiter-Turn- und Sportschule beteiligt, deren Leiter er wurde. Als die Schule 1933 aufgelöst wurde, gelang es ihm, eine Anstellung an dem danach einziehenden Institut für Leibesübungen der Universität Leipzig unter der Leitung von Hermann Altrock zu finden. 1936 befand er sich aufgrund eines Rundschreibens eines ehemaligen Sportlers des ATSB ein halbes Jahr in Gestapo-Haft.
Obwohl bereits ab 1941 im Rentenalter, beteiligte er sich am Aufbau der 1950 gegründeten Deutschen Hochschule für Körperkultur (DHfK) und arbeitete hier als Archivar.
In den 1950er Jahren erhielt Benedix hohe staatliche Auszeichnungen, so 1956 den Vaterländischen Verdienstorden in Silber, die Friedrich-Ludwig-Jahn-Medaille in Gold, die Medaille für Kämpfer gegen den Faschismus 1933 bis 1945 sowie den Titel Verdienter Meister des Sports.

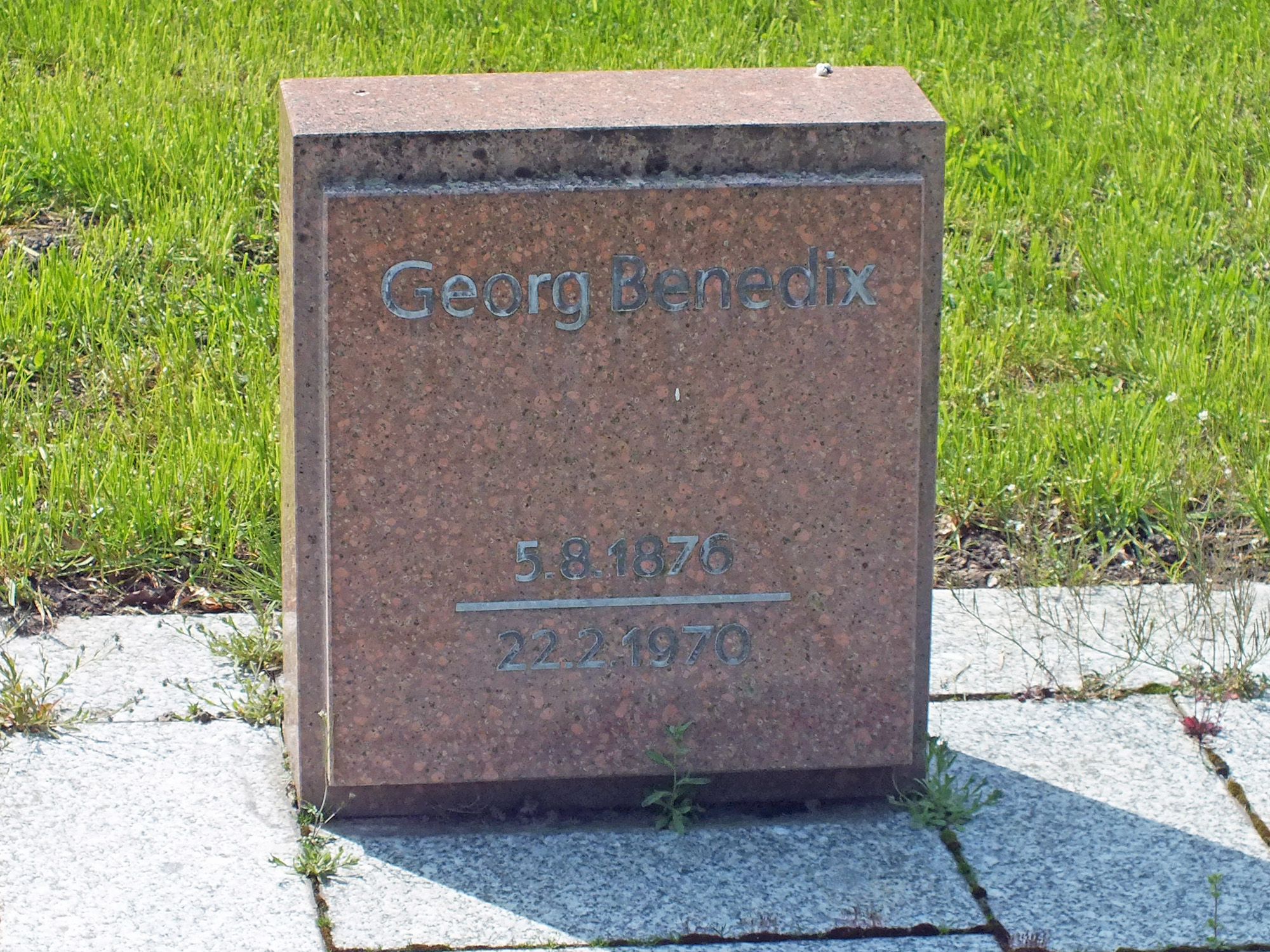
Sein Grabstein auf dem Leipziger Südfriedhof

1970 verstarb Georg Benedix 93-jährig und wurde im Ehrenhain auf dem Leipziger Südfriedhof beigesetzt.

## Schriften (Auswahl)
- Ratgeber für angehende Vorturner, Arbeiter-Turnverlag 1906 (1922 6. Auflage)
- Geräteturnen. Die Turnübungen mit Entwicklungsbeispielen, Beispielen vom Höherentwickeln und Verändern von Übungen, Grundregeln und Turnsprachliches, Arbeiter-Turnverlag 1914
- Die Stabübungen in Übungsbezeichnung und Übungsverwendung. (Bibliothek der Leibesübungen, 15), Arbeiter-Turnverlag 1920
- Der Turnwart. Hilfsbuch für den praktischen Uebungsbetrieb., Arbeiter-Turnverlag 1921
- Frauenturnen. Spiel und Sport. Erster Teil. Ein Lehrbuch für weibliche Körperübung, in Gemeinschaft mit anderen bearbeitet, Arbeiter-Turnverlag 1924
- Der Vorturner. Männer-, Frauen- und Kinderturnen im Arbeiter-Turn- und -Sportbund e. V. (Jahrgänge 11 + 12 in 1 Band), Arbeiter-Turnverlag 1931/1932